# Kyllini
För andra betydelser, se Kyllini (olika betydelser).
Kyllini (grekiska: Κυλλήνη, även transkriberat Kyllene) är ett 2 376 meter högt berg på norra Peloponnesos i Grekland.
Större delen av berget är kargt och stenigt även om området på över 2 000 meters höjd är mestadels skogbevuxen. Från toppen kan man se en stor del av nordöstra Peloponnesos, inklusive östra delen av Achaia och Chelmos, Korintiska viken och större delen av Korinth samt delar av nordöstra Arkadien. Vägar passerar på de södra och västra sluttningarna, men det finns inte många på själva berget eftersom det är en del av en nationalpark.
Hos de gamla grekerna var berget helgat åt Hermes, som troddes vara född på dess topp.